# Aquelino Leite do Amaral Coutinho
Aquelino Leite do Amaral Coutinho (Cuiabá, 1845 — ?, 11 de julho de 1911) foi um senador do Brasil durante a República Velha (ou Primeira República).

## Biografia
Aquelino Leite do Amaral Coutinho nasceu na cidade de Cuiabá, província do Mato Grosso, em 1845, filho de Manuel Leite do Amaral Coutinho e de Francisca da Silva Prado. Formou-se na Faculdade de Direito de São Paulo e logo guinou para a vida política, elegendo-se, pelo Partido Conservador, deputado provincial de São Paulo para o biênio de 1886-1887.
Em 1888, ascendeu à diretoria da penitenciária de São Paulo, cargo que exerceu até 1889. Com a proclamação da República, voltou para Mato Grosso e logo apoiou a República. Em 1890, elegeu-se pelo estado natal para a 21ª Legislatura, constituinte, do Senado, de 1890 a 1891. No cargo, opôs-se à deposição do presidente estadual Antônio Maria Coelho, decretada pelo então presidente e marechal Deodoro da Fonseca em 16 de fevereiro de 1891. Prosseguiu para a 22ª Legislatura, ordinária, de 1891 a 1893, reelegendo-se para as 23ª, de 1894 a 1896, e 24ª, de 1897 a 1899, legislaturas.
Faleceu no dia 11 de julho de 1911.